# Ilse Malfroot
Ilse Malfroot, née le 9 février 1978 à Louvain, est une femme politique belge, membre du Vlaams Belang (VB).

## Biographie
Ilse Malfroot nait le 9 février 1978 à Louvain.
Lors des élections régionales de 2019, elle est élue députée au Parlement flamand. Elle est réélu lors des élections de 2024. De juillet à décembre 2024, elle est sénatrice désignée du Parlement flamand.